# Kasur
Kasur är huvudort för ett distrikt med samma namn i den pakistanska provinsen Punjab. Folkmängden uppgick till cirka 360 000 invånare vid folkräkningen 2017.